# 近卫第14集团军
近卫第14集团军苏联和俄罗斯陆军的野战部队，存在于1956年至1995年，其大部分部队来自德涅斯特河沿岸摩尔达维亚苏维埃社会主义共和国，其中51%的军官和79％的士兵来自该地区。曾参苏联入侵捷克斯洛伐克和德涅斯特河沿岸战争。该部队由俄罗斯驻德左作战集群继承。